# 赤見綱泰
赤見 綱泰（あかみ つなやす）は、戦国時代の武将。安中氏家臣。後に甲斐武田氏家臣。

## 生涯
元は上野沼田氏の一族。沼田顕泰の次男と伝えられている。赤見氏は下野佐野氏の庶流であったが、顕泰の妹が赤見刑部少輔綱重に嫁ぎ、後嗣がいなかったため綱泰が養子に入ったという。
天文21年（1552年）に山内上杉氏の上杉憲政が後北条氏に上野を追われ、後北条氏の勢力が上野に勢力がおよぶ。これに対して沼田氏家中では永禄元年（1558年）、後北条氏派の憲泰と当主・朝憲、山内上杉氏派で隠居の顕泰に分裂して内訌を起こした。顕泰は後北条氏派の子らの討伐には成功するも、朝憲の妻の実家である厩橋長野氏に攻められ越後に没落する。沼田氏の名跡は後北条氏一族の沼田康元が継承し、綱泰も康元に従ったとみられる。その後同3年（1560年）に上杉憲政を奉じた長尾景虎（上杉謙信）が関東侵攻を開始すると、康元は沼田城を追われ、顕泰が沼田城に復帰する。綱泰は康元と行動を共にし、12月5日には高山城（現・藤岡市）に後退している。その後、妹婿である安中重繁を頼り、その被官となったとみられる。
永禄4年（1561年）より武田信玄による西上野侵攻が行われる。安中重繁は縁戚関係にある箕輪長野氏と共に武田氏に抵抗したが、翌年（1562年）9月には降伏した。この際綱泰は武田氏への従属に貢献したらしい。そのためか重繁ら安中氏宗家との関係は悪化したらしく、同7年（1564年）6月には武田信玄が安中氏に綱泰の進退を保証するように求めている。結局翌年（1565年）3月までに安中氏の元を退去し、武田氏に直接仕えることになった。武田氏の元では信濃に所領を与えられたらしく、佐久郡根井（現・長野県佐久市）に所領があったことが確認されている。史料上の終見は同12年（1569年）もしくは元亀3年（1572年）に比定される文書であり、それ以降の動向は不明である。